# Cantone di Orchies
Il Cantone di Orchies è una divisione amministrativa dell'arrondissement di Douai.
A seguito della riforma approvata con decreto del 17 febbraio 2014, che ha avuto attuazione dopo le elezioni dipartimentali del 2015, è passato da 9 a 16 comuni.

## Composizione
I 9 comuni facenti parte prima della riforma del 2014 erano:
- Aix
- Auchy-lez-Orchies
- Beuvry-la-Forêt
- Coutiches
- Faumont
- Landas
- Nomain
- Orchies
- Saméon

Dal 2015 i comuni appartenenti al cantone sono i seguenti 16:
- Aix
- Anhiers
- Auby
- Auchy-lez-Orchies
- Beuvry-la-Forêt
- Bouvignies
- Coutiches
- Faumont
- Flines-lez-Raches
- Landas
- Nomain
- Orchies
- Râches
- Raimbeaucourt
- Roost-Warendin
- Saméon